# 河南师范大学
河南师范大学位于河南省新乡市东北郊，其前身是始建于1923年的原河南大学理学院和创建于1951年的平原师范学院，曾名新乡师范学院，1985年始称河南师范大学。河师大位于新乡市建设东路46号，占地面积148万平米。

## 历史沿革
河南师范大学是一所历史悠久的高等师范院校，是省属重点大学之一。其前身是始建于1923年的原河南大学理学院和创建于1951年的平原师范学院。她坐落在京广、太菏铁路交汇处的豫北名城新乡市，北依太行，南滨黄河，历史上著名的牧野之战就发生在这里。
在1956—1965年十年间，学校得到很大发展。十年间共招收学生6708人，毕业学生6007人，为国家培养了大量合格人才，支援了国家的经济建设。1966年开始的十年内乱，使学校遭到了严重的摧残和破坏。1976年粉碎“四人帮”以后，特别是党的十一届三中全会以后，通过拨乱反正和一系列的建设改革工作，学校走上了振兴发展的道路。 
河南师范大学的前身是平原师范学院和原河南大学理学院。1949年8月，平原省建立。应建设之急需，1950年10月，平原省人民政府决定建立一所大学，校名暂定为”平原大学”。1951年3月，中央教育部将该校定名为“平原师范学院”。
1951年11月23日，平原师范学院举行了盛大的开学典礼。学校设有4个系，7个专业，在校学生485名，教职员工181名，教师83名，其中教授10余名。
1953年8月，平原师范学院与河南大学合并成立河南师范学院，设一，二两院，各就原地办学，1955年暑假起本着文理分工的原则进行了系科调整。开封一院的理科(即原河南大学理学院)调来新乡二院，新乡二院的文科调往开封一院。调整后，新乡二院只有数学，物理，化学，生物4个系，原办的中国语文系，历史系，地理专修科调往开封一院。从此，新乡二院便成了单纯的理科师范学院，一直持续多年。
1956年11月，教育部指示两院单独设立，新乡二院更名为新乡师范学院。这个校名延用长达30年之久。
为了适应河南经济，教育发展形势和对人才的需求，1985年6月，新乡师范学院改名为河南师范大学，是河南省教委直属的重点师范院校之一。
2015年8月，河南省政府与教育部正式签约，双方将合作共建河南师范大学，河师大成为河南省第九所省部共建高校，也是继郑州大学、河南大学之后全省第三所省政府与教育部共建高校。
2021年2月2日，经中华人民共和国教育部批准，原属河南师范大学管理的独立学院河南师范大学新联学院脱离该校管理，并转设为民办普通高等学校中原科技学院，由李香枝全资持有。

## 学院设置
- 数学与信息科学学院
- 物理学院
- 材料科学与工程学院
- 电子与电气工程学院
- 化学化工学院
- 生命科学学院
- 计算机与信息工程学院
- 历史文化学院
- 社会事业学院
- 商学院
- 教育学院
- 继续教育学院
- 马克思主义学院
- 环境学院
- 软件学院
- 外国语学院
- 法学院
- 文学院
- 音乐舞蹈学院
- 体育学院
- 美术学院
- 政治与公共管理学院
- 旅游学院
- 水产学院
- 国防教育教研室
- 国际教育学院
- 新联学院[3]

## 校园文化
- 校训：厚德博学 止于至善
- 校风：明德 正学 倡和 出新
- 教风：修至学 立世范 启智慧 益品行
- 学风：尚诚朴 勤学问 重团结 养正气

## 历任校长
- 王键吉（2002年-2006年）
- 焦留成（2006年-2013年）
- 王键吉（2013年-2015年5月）
- 常俊标（2015年5月-2022年6月）
- 王宗敏（2022年6月-2023年10月）
- 冯淑霞（2024年10月-2025年4月）
- 郭海明（2025年4月-）

## 杰出校友
- 安康 (1949年)，毕业于河师大生物系，上市公司华兰生物工程有限公司董事长。
- 郭柯君（1990年), 毕业于河师大中文系，英国国王学院优秀毕业生。